# Gravírtű

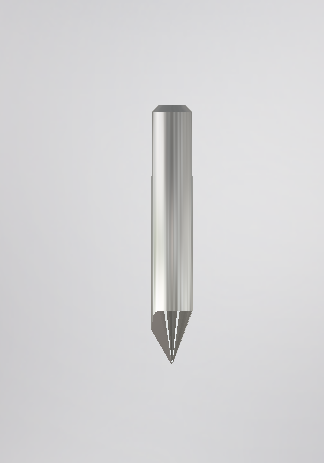

A  gravírtű  a gépi gravírozás szerszáma. Gyakori megnevezése még: gravírmaró, gravírkés...
Az 1800-as évek vége felé jelentek meg a pantográfok, ezeknek az eszközöknek az alapszerszáma volt a gravírtű.
Szinte tűhegyes marószerszám,  amit javarészt finommegmunkálásra, mikromarásra és gravírozásra használnak.
Tűszerűen hegyes kúpos, egyélű és egyenesélű, azaz nem csavart hornyú, saját tengelye körül forgatott szerszám, amely akár igen vékony, 0,1 mm vastag vonalak marására is alkalmas. Ezáltal igen részletgazdag, finom vonalas ábrákat lehet létrehozni tetszőlegesen megválasztható anyagok felületén.

Régebben az edzett acélból készült, manapság ezt az anyagot teljesen kiszorította a keményfém, leginkább a wolframkarbid.
